# رودلف دیل یونیور
رودُلف دیل یونیور (چکی: Rudolf Deyl Jr.; ۶ ژوئیهٔ ۱۹۱۲ – ۲۱ نوامبر ۱۹۶۷) بازیگر اهل کشور چکسلواکی بود. پدرش نیز بازیگر بود.
از فیلم‌ها یا برنامه‌های تلویزیونی که وی در آن نقش داشته‌است می‌توان به موتورسیکلت، سیل اشاره کرد.